# 雷州小浪花介
雷州小浪花介（学名：Cytherella leizhouensis）为小浪花介科小浪花介屬下的一个种。